# Herman Horn Johannessen
Herman Horn Johannessen (* 5. April 1964 in Oslo) ist ein ehemaliger norwegischer Segler.

## Erfolge
Herman Horn Johannessen, der Mitglied im Kongelig Norsk Seilforening ist, nahm an vier Olympischen Spielen teil. Bei seinem Olympiadebüt 1988 in Seoul belegte er in der 470er Jolle den 13. Platz, vier Jahre darauf verbesserte er sich in Barcelona in derselben Klasse auf den fünften Rang. 1996 in Atlanta war er Skipper des norwegischen Bootes in der Bootsklasse Soling, das die Regatta auf dem neunten Platz beendete. Zur Crew des Bootes gehörten Paul Davis und Espen Stokkeland. Auch bei den Olympischen Spielen 2000 in Sydney bildeten Johannessen, Davis und Stokkeland die Besatzung des norwegischen Teilnehmerbootes. Die im Fleet Race ausgetragene Vorrunde schlossen sie auf dem ersten Platz ab, sodass sie direkt für das Viertelfinale qualifiziert waren, das im Match Race ausgetragen wurde. Als Vierte erreichten sie knapp das Halbfinale, in dem sie dem von Jesper Bank geführten dänischen Boot mit 1:3 unterlagen. Im Duell um die Bronzemedaille setzten sie sich schließlich mit 3:1 gegen die Niederlande durch.
In der 470er Jolle wurde Johannessen 1991 Europameister. Darüber hinaus gewann er mehrere Landesmeisterschaften in unterschiedlichen Bootsklassen.